# Jacques Lemaire (hockey sur glace)
Pour les articles homonymes, voir Jacques Lemaire et Lemaire.
Jacques Gérard Lemaire (né le 7 septembre 1945 à LaSalle dans la province de Québec au Canada) est un joueur professionnel canadien devenu entraîneur de hockey sur glace. Il est actuellement le conseiller principal des Islanders de New York.

## Biographie
Pendant sa carrière de joueur dans la Ligue nationale de hockey qui dure de 1967 à 1979, il occupe la position de centre pour les Canadiens de Montréal. Il fait partie de joueurs ayant participé à la plus longue période de succès de l'équipe, remportant la coupe Stanley à huit reprises en 1968, 1969, 1971, 1973, 1976, 1977, 1978 et 1979. En carrière, incluant les séries éliminatoires il cumule 427 buts et 547 aides, pour un total de 974 points en 998 parties.
À la surprise générale, il quitte les Canadiens en 1979 pour entamer une carrière d'entraîneur en Suisse, au HC Sierre où il demeure durant deux saisons. En 1981, il devient entraîneur des Chevaliers de Longueuil de la Ligue junior majeure du Québec, qu'il mène à la Coupe du Président dès la première année. Il fait ensuite une brève apparition à la barre du Canadien durant la saison 1984-1985 et devient adjoint au directeur-gérant la saison suivante. C'est avec les Devils du New Jersey de 1993-1994 à 1997-1998 qu'il forge réellement sa réputation. En 1995, il mène son équipe à la coupe Stanley, gagnant par balayage la finale contre les Red Wings de Détroit qui était considérée par bien des experts comme étant une équipe bien supérieure aux Devils. Il utilise alors la trappe défensive, une stratégie qui consiste à créer un barrage en zone neutre. Cette stratégie est considérée comme efficace mais peu spectaculaire. Après cette victoire, l'équipe connaît moins de succès mais la trappe est adoptée par de nombreuses équipes de la LNH. Il occupe le poste d'entraîneur-chef pour le Wild du Minnesota jusqu'à sa démission le 11 avril 2009.
Le 13 juillet 2009, il revient dans l'organisation des Devils du New Jersey en tant qu'entraîneur-chef et en compagnie de Mario Tremblay, mais prend sa retraite moins d'un an plus tard, le 26 avril 2010, après la défaite des Devils lors du premier tour des séries éliminatoires. Il va toutefois demeurer dans l'entourage des Devils en tant que conseiller du directeur général Lou Lamoriello.
Le 23 décembre 2010, il reprend le poste d'entraîneur-chef des Devils du New Jersey, en remplacement de John MacLean.
Le 14 août 2015, Jacques fut nommé conseiller spécial de l'entraîneur Michael « Mike » Babcock des Maple Leafs de Toronto. Il a quitté son poste le 28 juin 2018.

## Parenté dans le sport
Il est l'oncle du joueur de hockey professionnel, Emmanuel Fernandez .

## Statistiques

### Joueur
| Saison     | Équipe                      | Ligue      |     | Saison régulière | Saison régulière | Saison régulière | Saison régulière | Saison régulière |    | Séries éliminatoires | Séries éliminatoires | Séries éliminatoires | Séries éliminatoires | Séries éliminatoires |
| Saison     | Équipe                      | Ligue      | PJ  | B                | A                | Pts              | Pun              | PJ               | B  | A                    | Pts                  | Pun                  |                      |                      |
| 1963-1964  | Canadien junior de Montréal | AHO        | 42  | 25               | 30               | 55               | 17               | 17               | 10 | 6                    | 16                   | 4                    |                      |                      |
| 1964-1965  | Canadien junior de Montréal | AHO        | 56  | 25               | 47               | 72               | 52               | 7                | 1  | 5                    | 6                    | 0                    |                      |                      |
| 1964-1965  | As de Québec                | LAH        | 1   | 0                | 0                | 0                | 0                | -                | -  | -                    | -                    | -                    |                      |                      |
| 1965-1966  | Canadien junior de Montréal | AHO        | 48  | 41               | 52               | 93               | 69               | 10               | 11 | 2                    | 13                   | 14                   |                      |                      |
| 1966-1967  | Apollos de Houston          | CPHL       | 69  | 19               | 30               | 49               | 19               | 6                | 0  | 1                    | 1                    | 0                    |                      |                      |
| 1967-1968  | Canadiens de Montréal       | LNH        | 69  | 22               | 20               | 42               | 16               | 13               | 7  | 6                    | 13                   | 6                    |                      |                      |
| 1968-1969  | Canadiens de Montréal       | LNH        | 75  | 29               | 34               | 63               | 29               | 14               | 4  | 2                    | 6                    | 6                    |                      |                      |
| 1969-1970  | Canadiens de Montréal       | LNH        | 69  | 32               | 28               | 60               | 16               | -                | -  | -                    | -                    | -                    |                      |                      |
| 1970-1971  | Canadiens de Montréal       | LNH        | 78  | 28               | 28               | 56               | 18               | 20               | 9  | 10                   | 19                   | 17                   |                      |                      |
| 1971-1972  | Canadiens de Montréal       | LNH        | 77  | 32               | 49               | 81               | 26               | 6                | 2  | 1                    | 3                    | 2                    |                      |                      |
| 1972-1973  | Canadiens de Montréal       | LNH        | 77  | 44               | 51               | 95               | 16               | 17               | 7  | 13                   | 20                   | 2                    |                      |                      |
| 1973-1974  | Canadiens de Montréal       | LNH        | 66  | 29               | 38               | 67               | 10               | 6                | 0  | 4                    | 4                    | 2                    |                      |                      |
| 1974-1975  | Canadiens de Montréal       | LNH        | 80  | 36               | 56               | 92               | 20               | 11               | 5  | 7                    | 12                   | 4                    |                      |                      |
| 1975-1976  | Canadiens de Montréal       | LNH        | 61  | 20               | 32               | 52               | 20               | 13               | 3  | 3                    | 6                    | 2                    |                      |                      |
| 1976-1977  | Canadiens de Montréal       | LNH        | 75  | 34               | 41               | 75               | 22               | 14               | 7  | 12                   | 19                   | 6                    |                      |                      |
| 1977-1978  | Canadiens de Montréal       | LNH        | 76  | 36               | 61               | 97               | 14               | 15               | 6  | 8                    | 14                   | 10                   |                      |                      |
| 1978-1979  | Canadiens de Montréal       | LNH        | 50  | 24               | 31               | 55               | 10               | 16               | 11 | 12                   | 23                   | 6                    |                      |                      |
| 1979-1980  | HC Sierre                   | LNB        | 28  | 29               | 16               | 45               |                  | -                | -  | -                    | -                    | -                    |                      |                      |
| 1980-1981  | HC Sierre                   | LNB        | 12  | 13               | 13               | 26               |                  | -                | -  | -                    | -                    | -                    |                      |                      |
| Totaux LNH | Totaux LNH                  | Totaux LNH | 853 | 366              | 469              | 835              | 217              | 145              | 61 | 78                   | 139                  | 63                   |                      |                      |

## Trophées et honneurs
- Membre de la première équipe d'étoiles de la ligue junior majeure du Québec, à titre d'entraîneur, en 1983.
- Intronisé au Temple de la Renommée du hockey, en 1984.
- Remporte le trophée Jack-Adams du meilleur entraîneur en 1994 et 2003.
- L'aréna municipal de l'arrondissement LaSalle porte le nom d'Aréna Jacques-Lemaire.
- Nommé parmi les 100 plus grands joueurs de la LNH à l'occasion du centenaire de la ligue[6] en 2017.